# Lüfter-Entkoppler

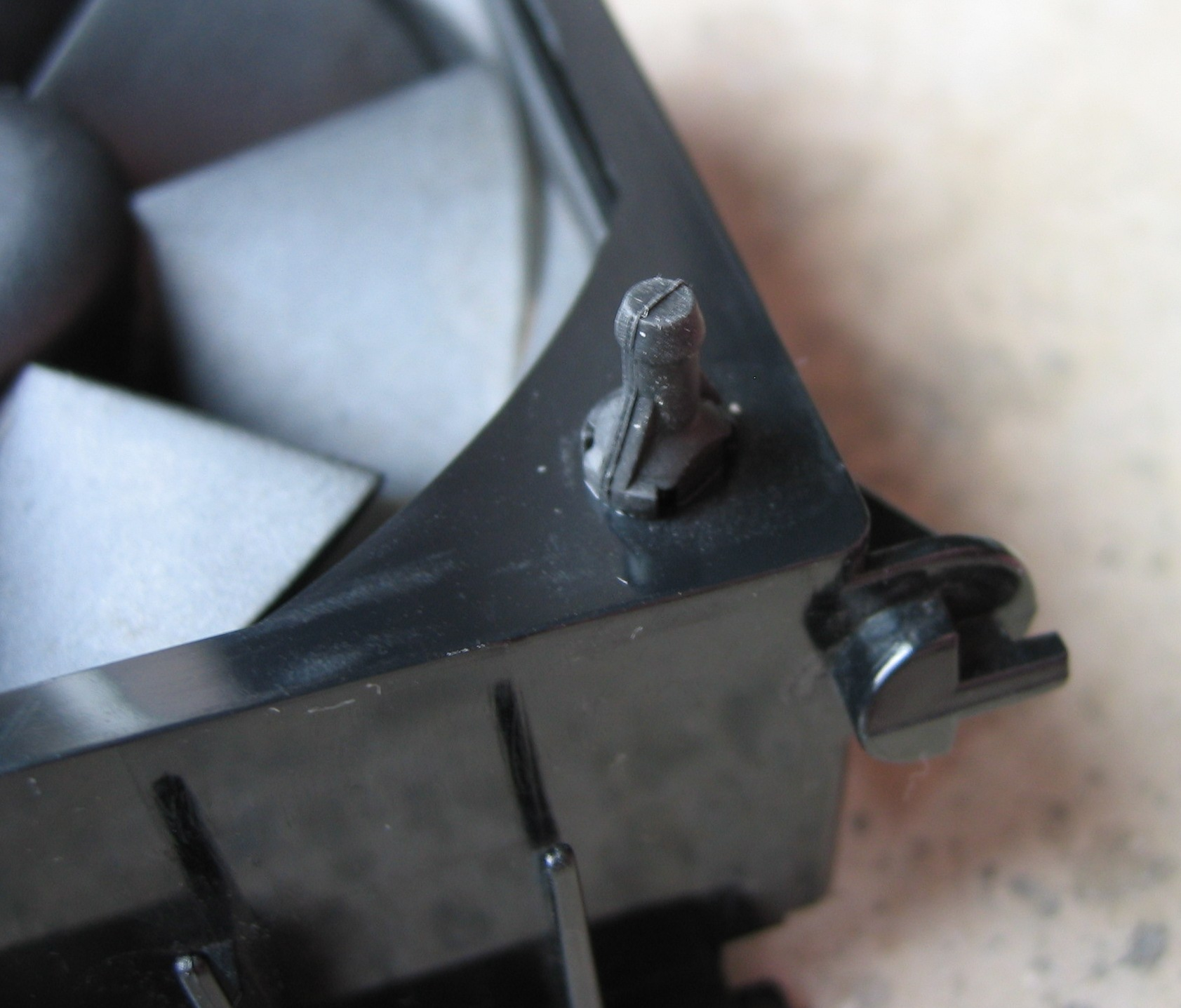
Lüfter-Entkoppler

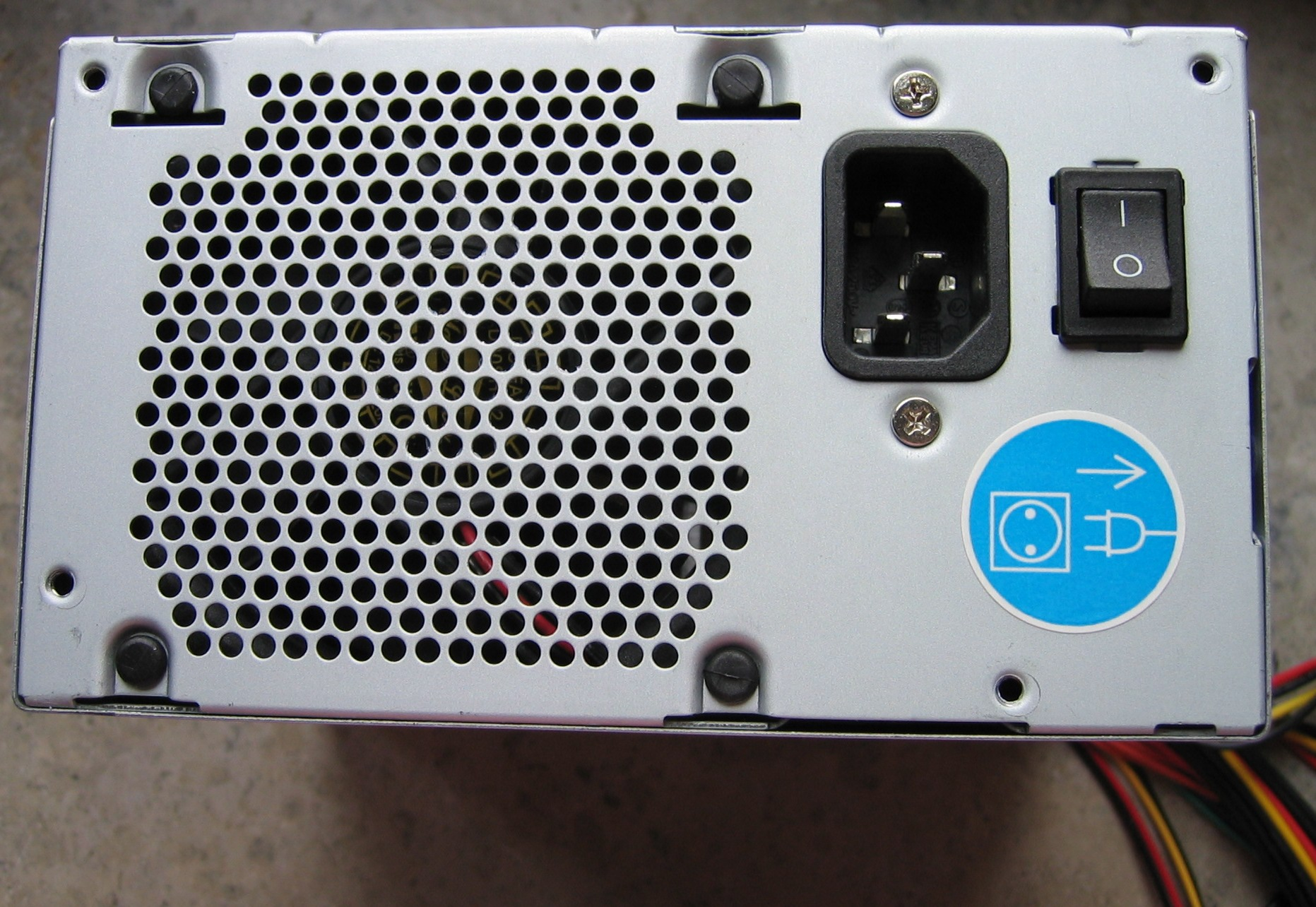
Lüfter-Entkoppler im PC-Netzteil
(Vom Hersteller in Serie verbaut)

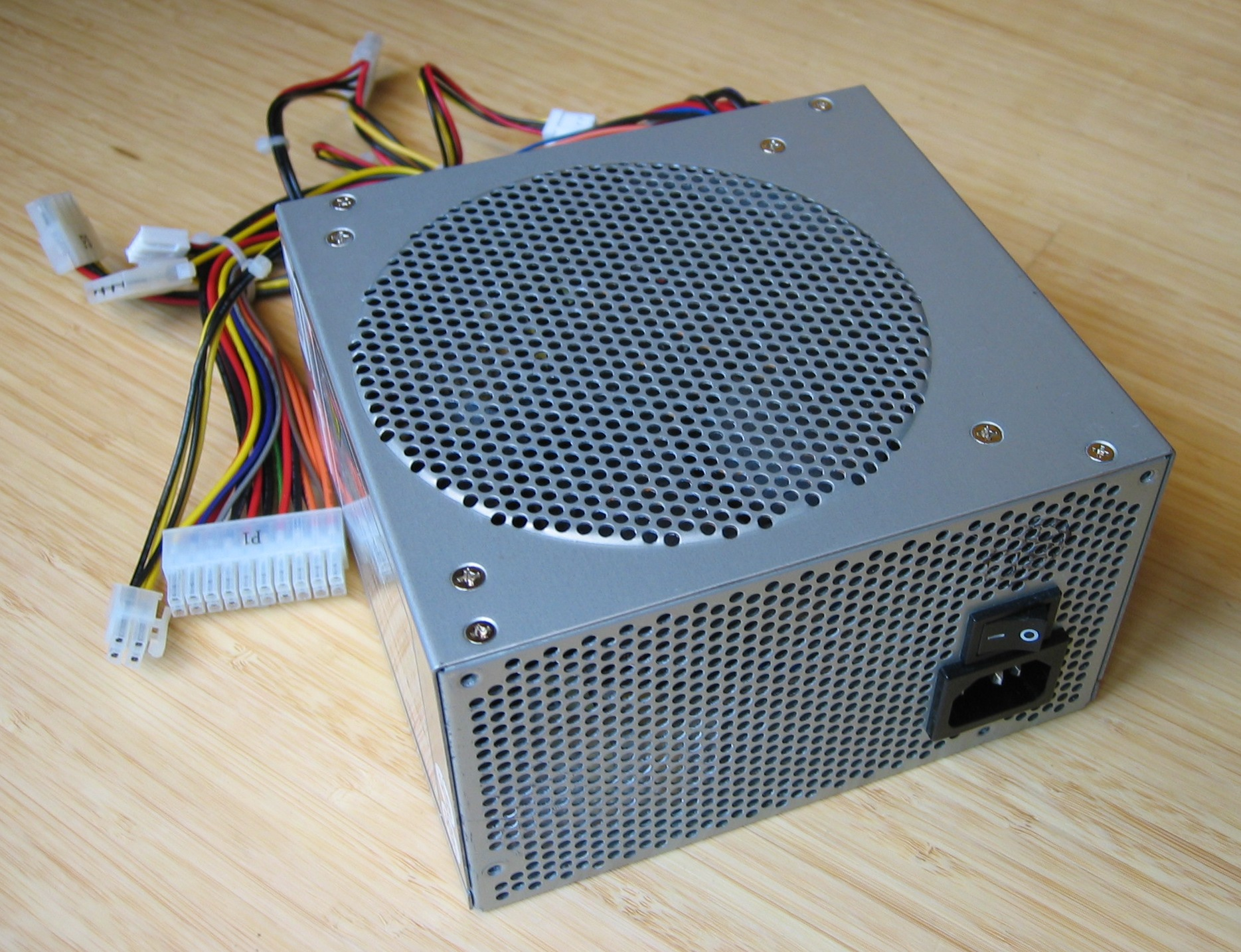
Netzteil ohne abnehmbare Lüftergitter sind weniger bedenklich für den Einsatz von Lüfter-Entkopplern

Ein Lüfter-Entkoppler ist ein technisches Bauteil. Es findet Verwendung im Gerätebau, etwa als Komponente in der mechanischen Konstruktion von Computergehäusen.
Wird der Einbau eines Gerätes zur Frischluftzufuhr (Lüfter) in die Außenwand eines Gehäuses notwendig, so kann es zu Störungen kommen.
Eine Ursache können Vibrationen sein, die durch den Lüfter auf das Gehäuse übertragen werden.
Um das zu verhindern, wird zwischen Lüfter und Gehäuse ein elastischer Entkopplungsrahmen, der Lüfter-Entkoppler, montiert.
Eine andere Möglichkeit ist die Montage des Lüfters mit elastischer Verschraubung.
Beim nachträglichen Einbau in PC-Netzteilen erlischt deren Garantie und Produkthaftung. Zudem kann die Sicherheitsrichtlinie EN-60950 verletzt werden, wenn die Lüfter-Entkoppler ursächlich sind, ohne Werkzeug oder mit geringerem Kraftaufwand Zugang zu spannungsführenden Teilen im Inneren des Netzteils ermöglichen.